# Britannici
I britannici (Britons) sono i cittadini del Regno Unito. Non si tratta di un gruppo etnico ma di uno status di cittadinanza, della quale fanno parte i gruppi etnici diversi delle nazioni costitutive del regno, ossia Inghilterra, Scozia, Galles, Irlanda del Nord, dell'Isola di Man, delle Isole del Canale, e dei territori d'oltremare britannici. Il nome deriva da quello dei britanni, un insieme di popoli celtici abitanti la Gran Bretagna all'epoca della dominazione romana e prima della colonizzazione da parte degli anglosassoni e dei vichinghi danesi e normanni, che formarono il sottogruppo etnico dominante degli inglesi, diffusero la lingua inglese, e fondarono l'Inghilterra.

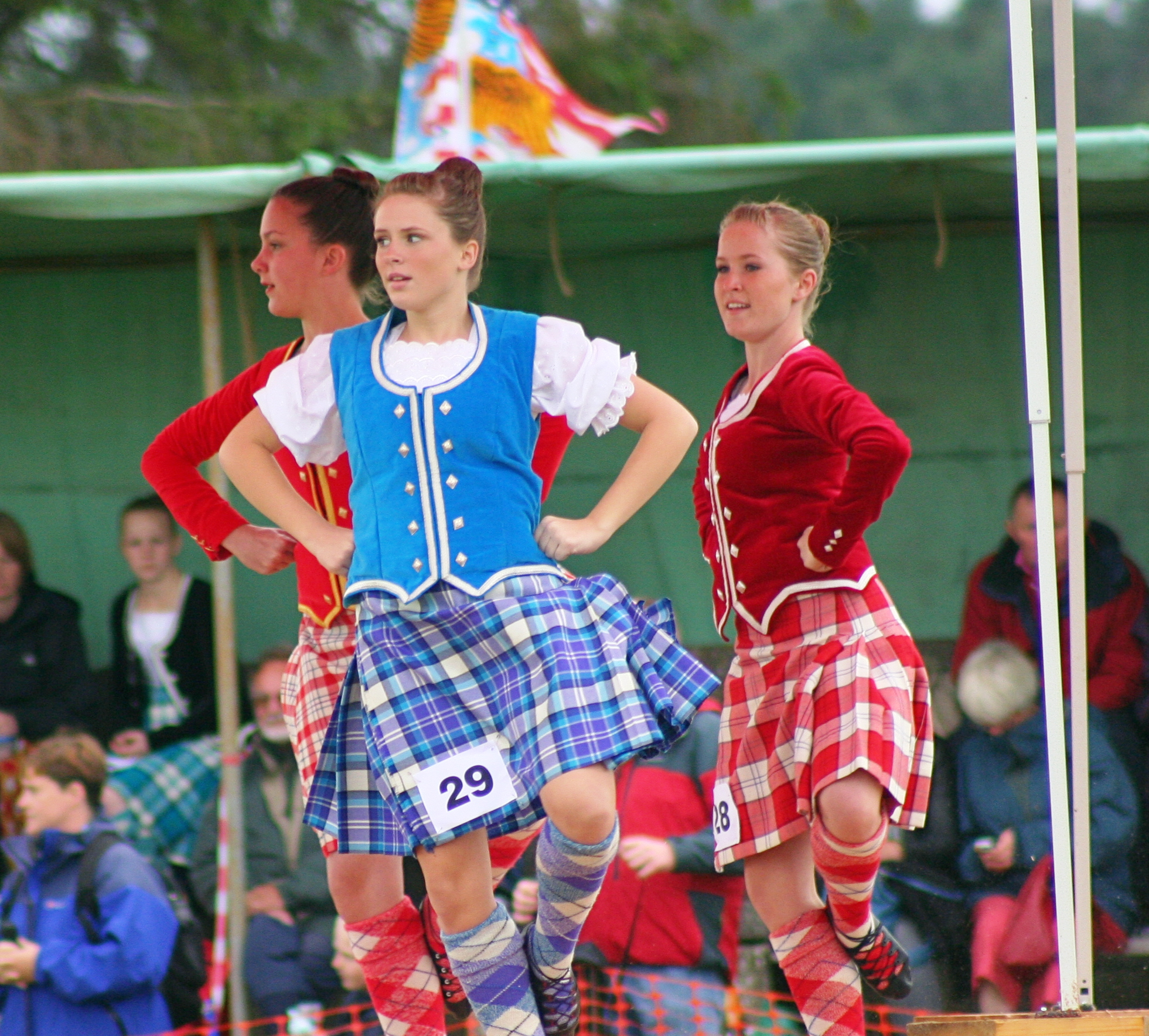
Donne scozzesi che eseguono le danze delle Highlands

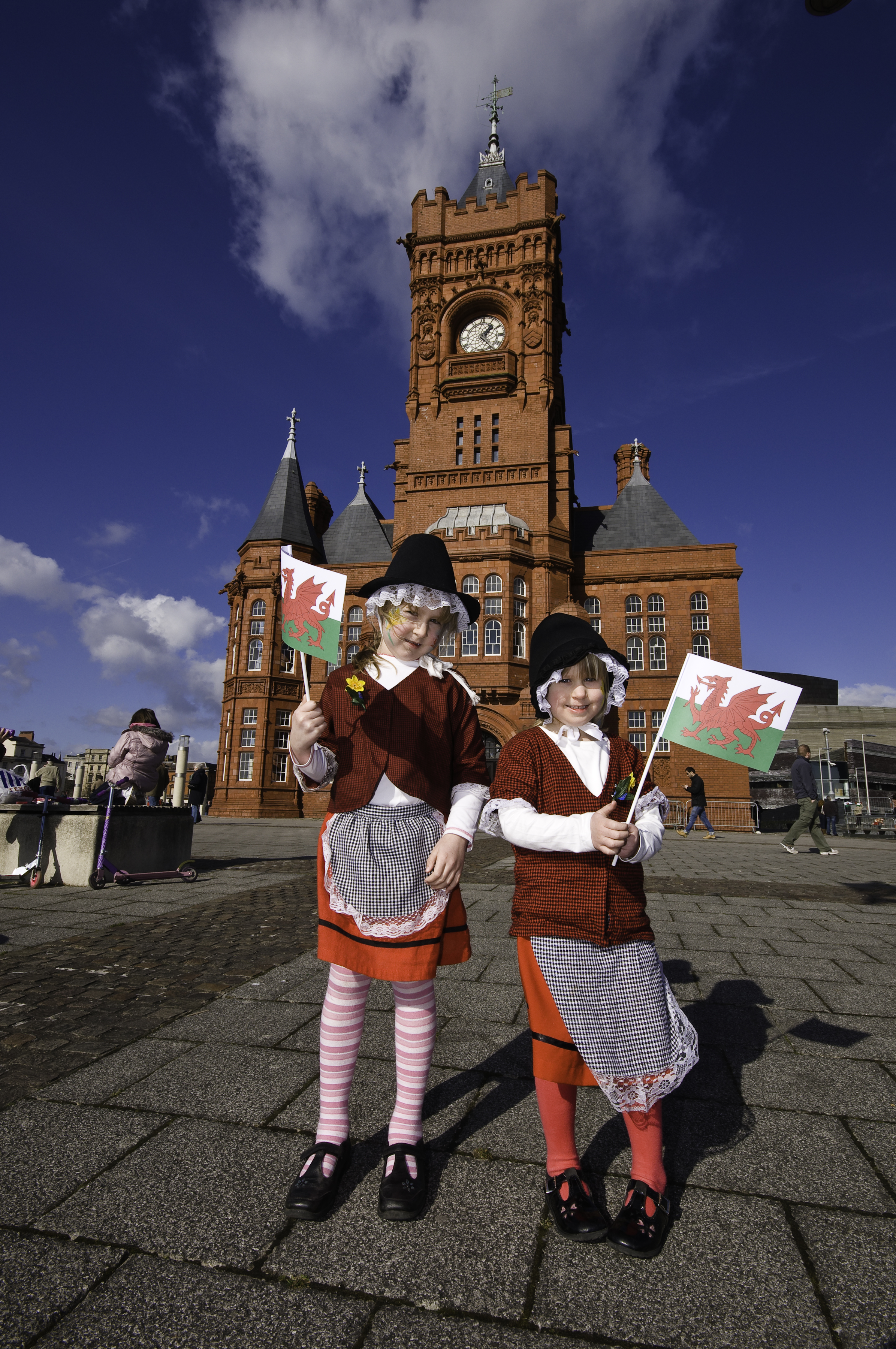
Gente gallese che celebra il giorno di San David

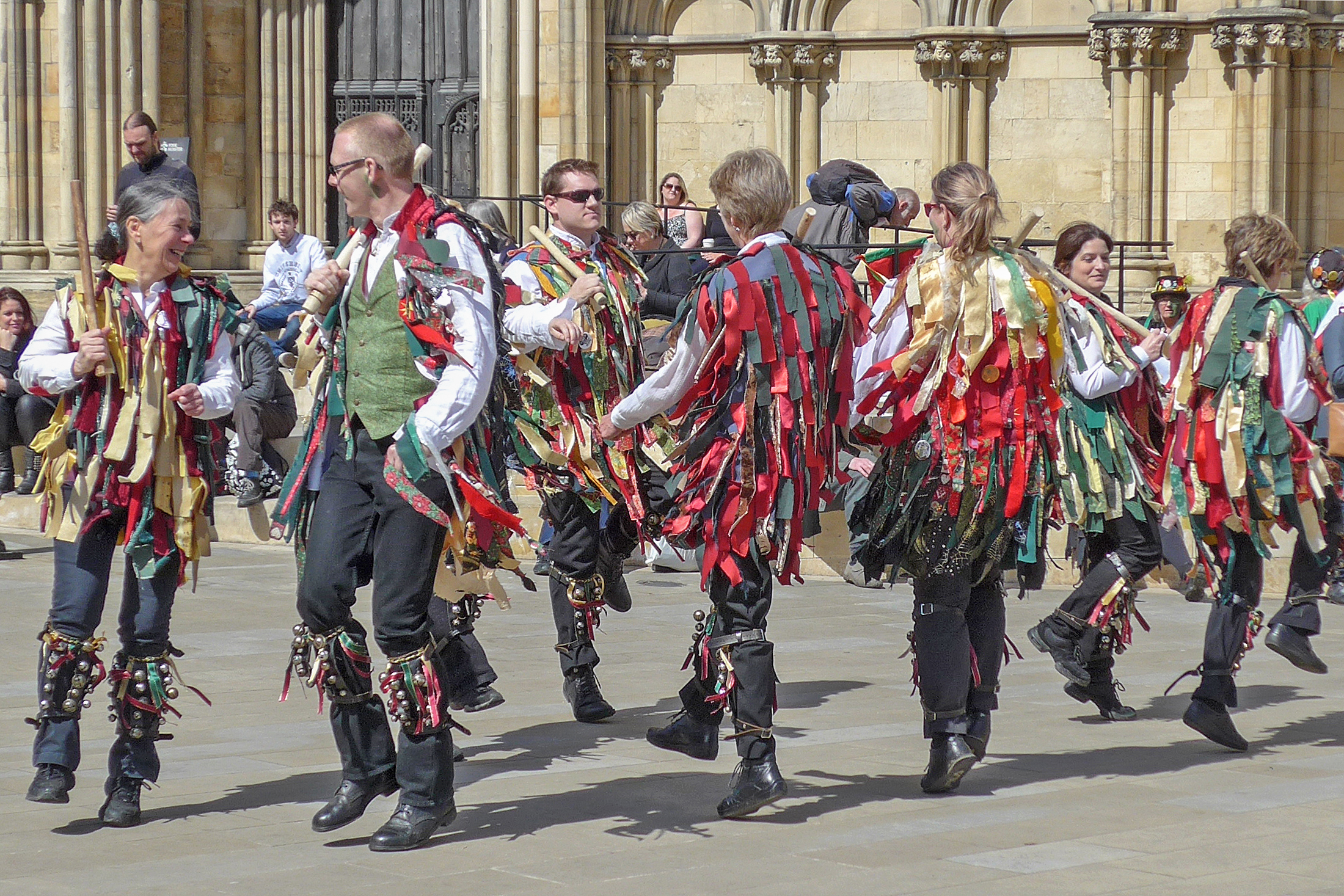
Danza popolare tradizionale eseguita a York, in Inghilterra

Oltre agli inglesi, tra i maggiori gruppi etnici del Regno Unito vi sono scozzesi, irlandesi, gallesi e còrnici. Questi gruppi mantengono identità e tradizioni nazionali proprie, e si sono integrati in misura diversa nello Stato britannico. Tra i gallesi le aspirazioni indipendentiste sono sentite in modo minore, mentre scozzesi e còrnici vivono con maggiore conflittualità l'appartenenza al Regno Unito, con movimenti autonomisti particolarmente attivi.
La situazione nell'Irlanda del Nord, con la popolazione divisa tra nazionalisti cattolici e unionisti protestanti, è particolarmente controversa. Sia gli uni che gli altri hanno cittadinanza britannica, ma tra i primi è diffusa la tendenza a sentirsi irlandesi mentre i secondi si sentono principalmente britannici, anche se non tutti i cattolici sono nazionalisti e non tutti i protestanti sono unionisti. Il senso di appartenenza non si limita alle sole questioni religiose e politiche, ma si basa molto anche su altri fattori culturali, come storia, lingua, tradizioni, musica, ecc.